# Aoste
Aoste è un comune francese di 2 501 abitanti situato nel dipartimento dell'Isère nella regione dell'Alvernia-Rodano-Alpi.

## Società

### Evoluzione demografica
Abitanti censiti

## Cucina
Qui si produce il Jambon Aoste originariamente Jambon d'Aoste, una delle più accreditate marche di prosciutto crudo francese (questo prosciutto crudo non deve essere confuso con il prosciutto crudo Valle d'Aosta Jambon de Bosses che si fregia della Denominazione di origine protetta dal marchio europeo e che viene prodotto in bassissime quantità).